# 1111
Évszázadok: 11. század – 12. század – 13. század
Évtizedek: 1060-as évek – 1070-es évek – 1080-as évek – 1090-es évek – 1100-as évek – 1110-es évek – 1120-as évek – 1130-as évek – 1140-es évek – 1150-es évek – 1160-as évek
Évek: 1106 – 1107 – 1108 – 1109 –  1110 – 1111 – 1112 – 1113 – 1114 – 1115 – 1116

## Események

### Határozott dátumú események
- április 12. – V. Henrik német-római császár nyomására lemond IV. Szilveszter ellenpápa]].[1]
- április 13. – II. Paszkál pápa német-római császárrá koronázza V. Henriket[2] (1125-ig uralkodik).

### Határozatlan dátumú események
- az év folyamán –
  - VII. Balduin Flandria grófja lesz.
  - Mercurius látja el az erdélyi vajda tisztséget.[3]

## Születések
- Andrej Bogoljubszkij, ortodox szent

## Halálozások
- március 3. – I. Bohemund antiochiai fejedelem (* 1065 körül)
- Cadwgan ap Bleddyn, a Powys Királyság uralkodója
- II. Róbert, Flandria grófja
- IV. Szilveszter ellenpápa